# 나사렛으로의 귀환

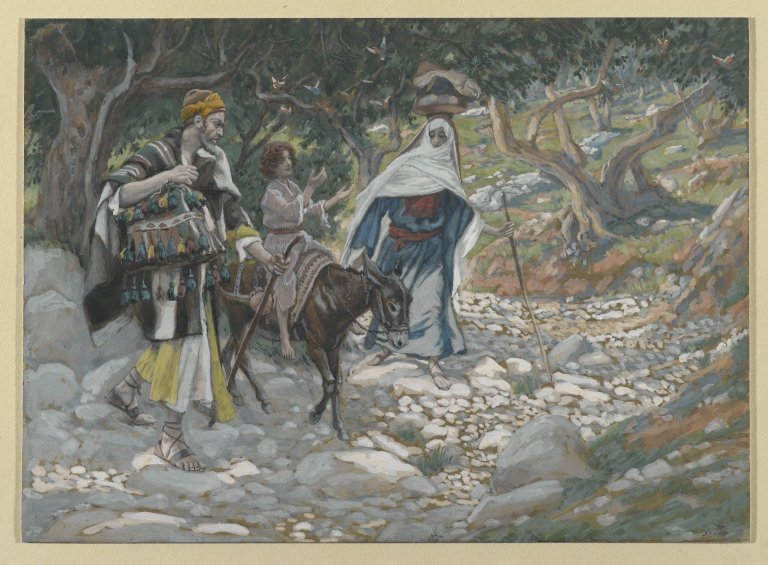

나사렛으로의 귀환 또는 이집트로부터의 귀환은 예수의 가족이 나사렛으로 돌아온 것으로, 정경 복음서에 나오는 예수의 초기 생애에 대한 보고에 나타난다. 예수의 탄생을 묘사하는 두 복음서 모두 그가 베들레헴에서 태어났고 나중에 그의 가족과 함께 나사렛에서 살기 위해 이사했다는 데 동의한다. 마태복음은 요셉, 마리아, 예수가 헤롯 대왕이 베들레헴에서 아기들을 학살한 것을 피해 이집트로 어떻게 갔는지 설명한다. 마태는 나사렛이 요셉과 마리아의 이전 집이라고 언급하지 않는다. 그는 헤롯 아켈라오가 그곳을 통치하고 있었기 때문에 요셉이 유대로 가는 것을 두려워했고 그래서 가족이 대신 나사렛으로 갔다고 말한다. 반면에 누가복음은 애굽으로 피신한 것에 대해 전혀 기록하지 않고 요셉이 이전에 나사렛에 살았으며 성전에서 예수를 봉헌한 후 그곳으로 돌아갔다고 말한다.

## 이집트에서 귀환
헤롯이 죽은 지 얼마 후 거룩한 가족이 이집트에서 돌아온다. 대부분의 학자들은 헤롯이 죽은 날짜를 기원전 4년경으로 보고 있다.
헤롯 아켈라오가 유대에서 아버지의 뒤를 이었다는 것을 알게 된 그들은 계속해서 갈릴리로 갔다. 아켈라오는 잔인함으로 유명했으며 대중의 불만으로 인해 서기 6년에 아우구스투스에 의해 폐위되고 갈리아의 비엔으로 추방되었다. 갈릴리는 아켈라오의 형제인 헤롯 안티파스가 통치했다.

## 의의
마태복음 2장 23절에 나사렛으로 돌아가는 것은 "나사렛 사람이라 칭하리라"는 예언의 성취라고 한다. 마태가 어떤 구약 구절을 염두에 두었는지는 분명하지 않다. 많은 비평가들은 그것이 이사야서 11장 1절에 "이새의 그루터기에서 한 싹이 나며 그의 뿌리에서 한 가지가 나서 열매를 맺을 것이요"(NIV)를 제안한다. "가지"에 대한 히브리어 단어는 네제르이다.
코르넬리우스 라피데(Cornelius a Lapide)는 이 문제에 대해 다음과 같이 논평한다. 나자르라는 말은 '분리하다', '거룩하게 하다', '면류관'을 의미한다. 그러므로 옛 율법 아래에서 종교인들은 포도주와 세상으로부터 자신을 분리하고 하나님께 자신을 바쳤다.(참조 민수기 6:2, 이하) 그러나 그리스도가 거룩하고 하나님께 성별될 것이라고 모든 선지자들, 특히 다니엘이 예언했다(9:24). (불가타) 이와 같이 그리스도의 모형인 삼손도 나실인이었다.(삿 13:7) 요셉도 그러했다.(창 49:2) 이집트의 주인이 된 것처럼 그리스도께서 돌아가신 후에 온 우주의 주인이 되셨다.

## 같이 보기
- 이집트로의 피신